# Evangelische Hochschule Ludwigsburg
Die Evangelische Hochschule Ludwigsburg ist eine staatlich anerkannte konfessionelle Hochschule für Theologie, Soziale Arbeit, Diakonie und Religionspädagogik mit Sitz in Ludwigsburg und - bis Dezember 2024 - einer Außenstelle auf dem Campus Reutlingen. Sie ist Gründungsmitglied im 2022 errichteten Promotionsverband der Hochschulen für angewandte Wissenschaften Baden-Württemberg. Trägerin ist die Evangelische Landeskirche in Württemberg. Rektorin ist seit 1. September 2024 Andrea Dietzsch, zuvor war es seit 1. Oktober 2007 Norbert Collmar Rektor.

## Geschichte

### Ursprünge der FH
Begonnen hatte die konfessionelle Ausbildung im Sozialwesen an staatlich genehmigten Schulen:

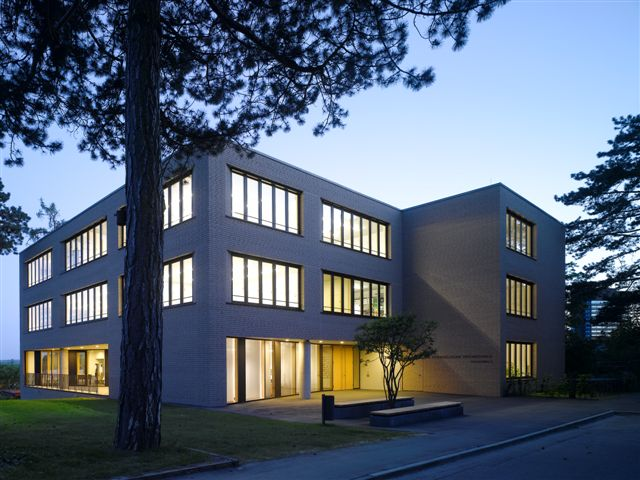
A-Gebäude auf dem grünen Gelände der Evangelischen Hochschule Ludwigsburg

In Ludwigsburg an der Höheren Fachschule für Wohlfahrtspflege (1951, u. a. aus der Diakonie Anstalt Karlshöhe entstanden), später Höhere Fachschule für Sozialarbeit, unter der Trägerschaft der Landeskirche. 
In Reutlingen an der Evangelischen Schule für Heimerziehung (1954), ab 1963 als Evangelische Höhere Fachschule für Sozialpädagogik, unter der Trägerschaft eines evangelisch geprägten Vereines.

### Von der Fachhochschule zur Hochschule
Die Evangelische Landeskirche in Württemberg verfügte bis zum Sommersemester 1998 über zwei Hochschulen: die Evangelische Fachhochschule in Reutlingen und die 1994 aus der Kirchlichen Ausbildungsstätte für Diakonie und Religionspädagogik entstandene Fachhochschule in Ludwigsburg. 
Auf der Herbstsynode der evangelischen Landeskirche in Württemberg von 1998 wurde  eine Zusammenlegung beider Fachhochschulen am Standort Ludwigsburg beschlossen. Als Übergangslösung wurde der Standort Reutlingen bis zum Sommersemester 2003 beibehalten, damit die Studierenden ihr Studium dort zu Ende bringen konnten, wo sie es begonnen hatten und vor allem unter den Bedingungen, wie sie es begonnen hatten. Denn beide Fachhochschulen hatten ihre eigene und unterschiedliche StuPO (Studien- und Prüfungsordnung). Seit dem Wintersemester 2003 existierte  nur noch die Evangelische Fachhochschule Reutlingen-Ludwigsburg mit Sitz in Ludwigsburg. Nach der Einführung der Bachelor- und Masterstudiengänge wurde aus der EFH ab dem 1. September 2008 die Evangelische Hochschule Ludwigsburg. Von April 2018 bis Dezember 2024 wurde an einer Außenstelle auf dem Hochschulcampus Reutlingen ebenfalls der Studiengang Soziale Arbeit angeboten.

## Studienangebot
Bachelor-Studiengänge
- Soziale Arbeit[6] (auch auf dem Campus Reutlingen bis Dez. 2024)
- Internationale Soziale Arbeit[7]
- Frühkindliche Bildung und Erziehung (in Kooperation mit der Pädagogischen Hochschule Ludwigsburg)[8]
- Inklusive Pädagogik und Heilpädagogik[9]
- Pflege: Dieser Bachelor-Studiengang kombiniert eine Ausbildung in Gesundheits- und Krankenpflege (in Kooperation u. a. mit dem Evang. Bildungszentrum Stuttgart) oder Altenpflege (in Kooperation u. a. mit dem Diakonischen Institut Dornstadt) mit einem Hochschulstudium. Somit werden dabei zwei Abschlüsse erworben: Als Gesundheits- und Krankenpfleger/in oder Altenpfleger/in und ein Bachelor of Arts.[10] Die EH kooperiert für diesen Studiengang mit Pflegeeinrichtungen[11]

Bachelor-Studiengänge mit dem Berufsziel Diakonin/Diakon
- Religionspädagogik / Gemeindepädagogik[12] (kombinierbar mit Sozialer Arbeit)
- Diakoniewissenschaft[13] (kombinierbar mit Sozialer Arbeit oder Internationaler Sozialer Arbeit)

Der doppelte Bachelorabschluss dieser Studiengänge ermöglicht die Einsegnung in das Amt der Diakonin bzw. des Diakons in der Evangelischen Landeskirche in Württemberg. Die Arbeitsfelder von Diakoninnen und Diakonen liegen beispielsweise in der evangelischen Kinder- und Jugendarbeit, im Religionsunterricht oder in der Gemeindediakonie. Auch bestimmte Fachschulen ermöglichen im beruflichen Werdegang die Einsegnung in das Amt der Diakonin bzw. des Diakons in der Evangelischen Landeskirche in Württemberg, die EH Ludwigsburg stellt jedoch die Regelausbildung für Diakoninnen und Diakone der Landeskirche dar. 
Master-Studiengänge
- Soziale Arbeit[16]
- Organisationsentwicklung[17]
- Frühkindliche Bildung und Erziehung (in Kooperation mit der Pädagogischen Hochschule Ludwigsburg)[18]

Diakonische Master-Studiengänge
- Religionspädagogik / Gemeindepädagogik[19]
- Diakoniewissenschaft[20]

## Lehre
An der Hochschule lehren rund 40 Professoren und 70 Lehrbeauftragte. Im Jahr 2016 wurden zahlreiche Stellen für den Ausbau von E-Learning-Modellen geschaffen. Drei Institute erweitern außerdem das Lern- und Forschungsangebot: das Institut für Angewandte Forschung, das Institut für Fort- und Weiterbildung und das Institut für Antidiskriminierung und Diversity.

## Zulassung und Studiengebühren
Für alle Studiengänge gilt ein hochschuleigenes Zulassungsverfahren. Das Bewerbungsverfahren erfolgt online. Es werden keine Studiengebühren erhoben. Es besteht jedoch für Studierende jedes Semester die Pflicht einer Immatrikulations- bzw. Rückmeldungsgebühr.

## Hochschulleben
Es stehen mehr als 120 Wohnheimplätze in unmittelbarer Nähe zum Campus zur Verfügung. Zudem gibt es eine Hochschulbibliothek, Mensa, Veranstaltungen der Hochschulgemeinde, Sportangebote und eine Kleinkindergruppe. Daneben ist der Allgemeine Studierendenausschuss (AStA) beispielsweise mit einem Hochschul-Café oder einem Solidarfonds aktiv. Hinzu kommen die Dienstleistungen des Studierendenwerks Stuttgart.